# Sankt Thomas am Blasenstein
Sankt Thomas am Blasenstein település Ausztriában, Felső-Ausztria tartományban, a Pergi járásban. Tengerszint feletti magassága 723 méter, területe 29,04 km².

## Elhelyezkedése
Sankt Thomas am Blasenstein Rechberg, Pierbach, Königswiesen, Pabneukirchen, Bad Kreuzen és Münzbach településekkel határos.

## Népesség
| 2016 | 917 |
| 2018 | 927 |